# Ivan Zajc
Ivan Zajc (3. srpna 1832, Rijeka - 16. prosince 1914, Záhřeb) byl chorvatský hudební skladatel, zakladatel chorvatské vážné hudby a opery, autor chorvatské národní opery Nikola Šubić Zrinjski.

## Život
Zajc byl českého původu, jeho otec, vojenský kapelník Johann Nepomuk Zajitz se narodil roku 1800 v Domašíně. S armádou se dostal do Bratislavy, kde poznal svou manželkou Annou Bodensteinerovou. S ní odjel do chorvatské Rijeky, kde se stal profesorem hudební školy, a tam se také narodil syn, který po otci dostal jméno Ivan. Jeho příjmení bylo časem pochorvatštěno na Zajc.
Zajc vystudoval konzervatoř v Miláně. Po dokončení studia dostal nabídku zůstat v Miláně jako druhý dirigent Teatro alla Scala, ale rozhodl se vrátit do Rijeky a převzít post svého otce na hudební škole (otec zemřel rok před jeho dokončením studií).
V roce 1862 se přestěhoval do Vídně, kde dostal možnost učit v pěveckém a operním institutu spolku Polyhymnia. Zde dosáhl také prvních větších úspěchů, především s operetami. První se jmenovala Mannschaft an Bord (1863). Do konce vídeňského pobytu jich zkomponoval jedenáct.
Jeho vídeňského úspěchu si všimli doma v Chorvatsku a tak dostal nabídku založit a vést chorvatský hudební život - v listopadu 1869 byl jmenován ředitelem opery, ještě dříve, než vůbec vznikla (dnes Chorvatské národní divadlo v Záhřebu). Byl také jmenován profesorem a ředitelem Hudebního ústavu. V roce 1870 přesídlil natrvalo do Záhřebu. V říjnu toho roku v nově založené opeře uvedl vlastní operu Mislav, první operu s chorvatským textem. To byl zásadní milník v chorvatském národním obrození. Jako ředitel opery pak dával velký prostor i českému repertoáru, nejen Smetanově Prodané nevěstě, ale i méně známým autorům Vilému Blodkovi a Vojtěchu Hřímalému. Často také angažoval české pěvce a hudebníky.
Roku 1876 měla premiéru opera Nikola Šubić Zrinjski, Zajcovo vrcholné dílo, jež se dodnes považuje za chorvatskou národní operu. Roku 1894 uvedl i první chorvatský balet Naši leopoldovci u ratu i miru.
Ivan Zajc je pohřben na záhřebském hřbitově Mirogoj.

## Odkazy

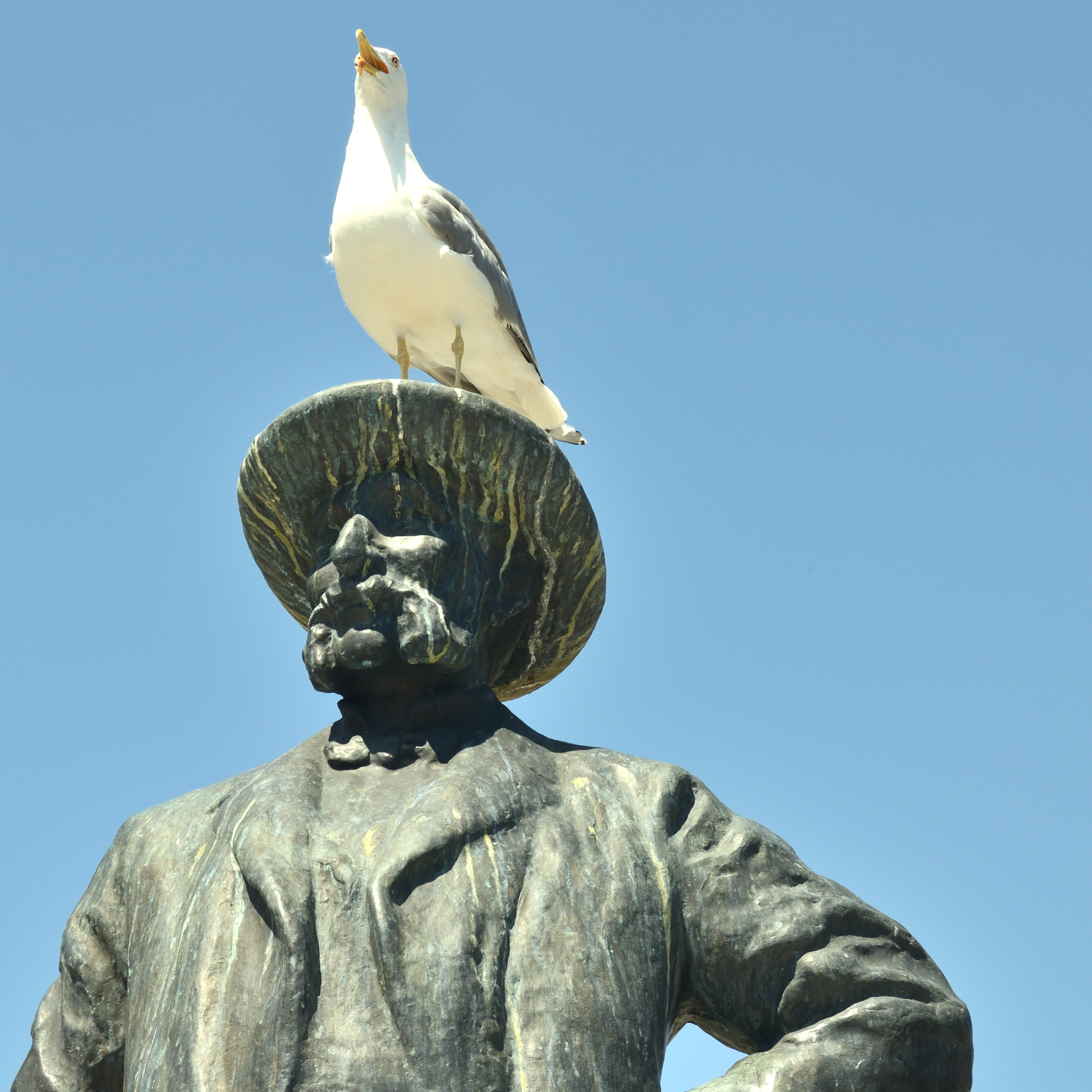
Ivan Zajc, socha v Rijece